# Caligula's Spawn
Pour plus de détails, voir Fiche technique et Distribution.
Caligula's Spawn (dans le sens littéral : la descendance de Caligula) est un film érotique tchèque de 2009 écrit et réalisé par Lloyd A. Simandl.

## Synopsis
La belle et dangereuse trafiquante d'esclaves Drusilla (Rena Riffel) pratique toutes les coutumes de la Rome antique avec excès.

## Fiche technique
- Titre : Caligula's Spawn
- Titre complet : Bound Heat: Caligula's Spawn
- Réalisation : Lloyd A. Simandl
- Scénario : Lloyd A. Simandl
- Montage :
- Producteur :
- Production : North American Pictures
- Son :
- Pays :  République tchèque
- Langue : anglais
- Lieux de tournage : North American Pictures Studios, Barrandov Studios, Prague, République tchèque
- Genre : Historique, action, érotico-saphique
- Durée :  163 minutes
- Date de sortie :
  -  République tchèque 7 septembre 2009

## Distribution
- Rena Riffel : Drusilla
- Lena Drásova : Baudica
- John Comer : Flavius
- Sabina Casarová : Julia
- Marie Veckova : Nora
- Kristina Uhrinova : Vlada
- Lucie Majerovova : une girl de Drusilla
- Dominika Jandlová : une girl de Drusilla
- Martina Brezinova : une girl de Drusilla
- Katerina Vackova : une girl de Drusilla
- Jana Janěková : une girl de Baudica
- Michaela Fichtnerova : une girl de Baudica
- Andrea Janska : une surveillante
- Vendula Bednarova : une surveillante
- Jirí Hruby : Thor